# Acizzia jamatonica
Acizzia jamatonica är en insektsart som först beskrevs av Shinji Kuwayama 1908.  Acizzia jamatonica ingår i släktet Acizzia och familjen rundbladloppor. Inga underarter finns listade i Catalogue of Life.